# Christian Gaab

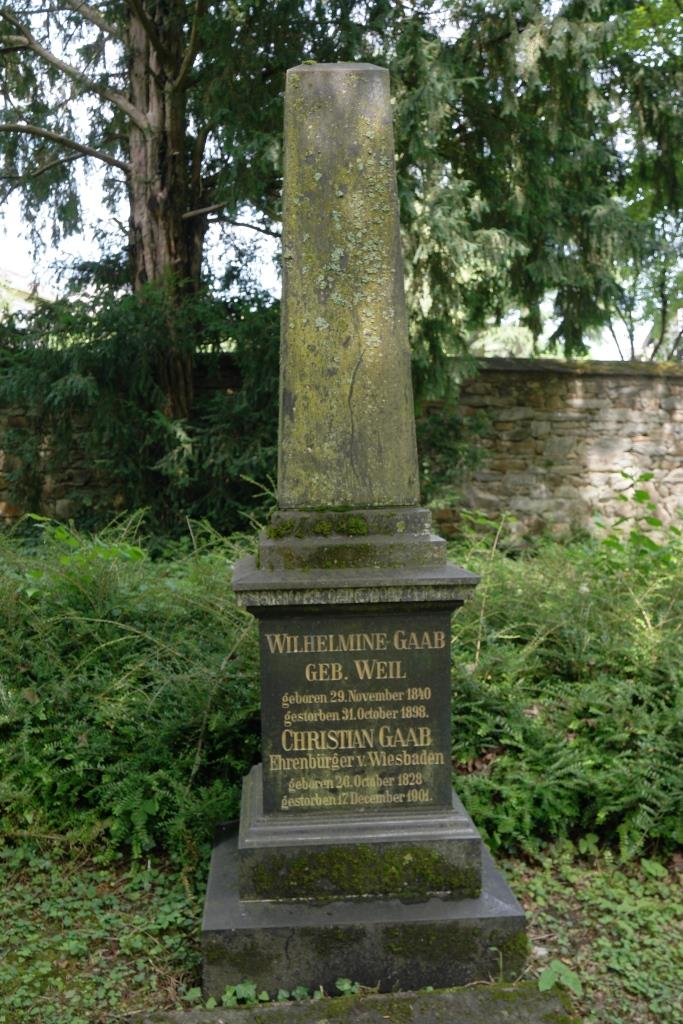
Grab von Christian Gaab auf dem Alten Friedhof in Wiesbaden

Christian Gaab (* 26. Oktober 1828; † 17. Dezember 1901 in Wiesbaden) war ein deutscher Kommunalpolitiker.
Gaab kam als Geselle nach Wiesbaden. Er ließ sich hier dauerhaft nieder und machte sich nach Ablegen seiner Meisterprüfung als Tischler selbständig.
Neben seiner beruflichen Tätigkeit engagierte er sich nachhaltig für das Gemeinwesen der Stadt. Er gehörte dem Wiesbadener Gemeinderat an. Auf sein Betreiben hin wurde der Gewerbeverein und kurze Zeit später die Gewerbeschule gegründet. 1846 war er einer der Gründer des Männerturnvereins Wiesbaden und vier Jahre später der Freiwilligen Feuerwehr.
Die Stadt Wiesbaden würdigte seine Verdienste 1896 mit der Verleihung der Ehrenbürgerschaft. Nach seinem Tod wurde um 1910 im Nordwesten der Stadt eine Straße nach ihm benannt. Zudem erinnert eine Gedenktafel am Gebäude der ehemaligen Gewerbeschule an ihren Gründer.

## Quelle
- Otto Renkhoff: Nassauische Biographie. Kurzbiographien aus 13 Jahrhunderten. Wiesbaden 1992, ISBN 3-922244-90-4

| Personendaten    | Personendaten                                          |
| ---------------- | ------------------------------------------------------ |
| NAME             | Gaab, Christian                                        |
| KURZBESCHREIBUNG | deutscher Kommunalpolitiker; Ehrenbürger von Wiesbaden |
| GEBURTSDATUM     | 26. Oktober 1828                                       |
| STERBEDATUM      | 17. Dezember 1901                                      |
| STERBEORT        | Wiesbaden                                              |